# سحب وإفلات

السحب والإفلات أو الإزلاقٌ والإسقاط تقنية تستعمل في واجهات المستخدم الرسومية للحواسيب وهي تمكن المستخدم من نقل عنصر وهمي في الشاشة من مكان إلى آخر. بصفة عامة، يمكن استعمالها لتنفيذ شتى أنواع الأجراءات أو لإنشاء ارتباطات بين عنصرين مجردين.
هذه التقنية كميزة، ليست مدعومة في كل البرامج، ومع ذلك فيسهل تعلمها.

## العمليات
التسلسل الأساسي في السحب والإفلات هو كالتالي:
- وضع مؤشر الفأرة على العنصر
- النقر مع الاستمرار على زر الفأرة -أو أي جهاز تأشير آخر- لسحب العنصر
- «سحب» العنصر إلى المكان المطلوب
- «إفلات» العنصر عن طريق الإفراج عن زر الفأرة وجهار التأشير المستعمل.